# Fluorură de sodiu
Florura de sodiu este o sare a sodiului cu acidul fluorhidric. Formula chimică este NaF. 